# Phrynosoma solare
Espèce
Synonymes
- Phrynosoma solaris Gray, 1845
- Phrynosoma regale Girard, 1858

Statut de conservation UICN

 LC  : Préoccupation mineure
Phrynosoma solare est une espèce de sauriens de la famille des Phrynosomatidae.

## Répartition
Cette espèce se rencontre :
- aux États-Unis dans le sud de l'Arizona et au Nouveau-Mexique ;
- au Mexique dans les États de Sonora, de Basse-Californie et dans le nord du Sinaloa.

Elle vit dans des milieux chauds et arides voire désertiques.

## Description
Ce lézard présente un corps aplati et large, lui donnant un peu l'aspect d'un crapaud, avec une tête plutôt massive, une queue assez courte et fine, et des pattes bien découpées. Il dépasse les 10 centimètres de longueur.

Il est jaune à brun (mais peut changer de couleur, pour devenir plus clair ou foncé en fonction des conditions) avec des écailles très visibles. Ces écailles sont en pointe sur les pattes, et de nombreuses épines parsèment le corps en particulier :
- sur la mâchoire et l'arrière du crâne, où elles sont le plus proéminentes
- le long des flancs
- sur le dos, en particulier le long de la colonne vertébrale et jusque sur la queue.

## Reproduction
La reproduction de ce reptile s'étend de fin avril à juillet. Les femelles pondent quelques semaines plus tard dans le sable de 10 à 30 œufs. Les petits naissent quelques semaines plus tard, et font 2 à 3 centimètres.

## Comportement
C'est un animal carnivore, qui consomme divers arthropodes de taille adaptée (araignées, insectes dont des fourmis).

Il est actif en début de journée, mais se cache en général à l'ombre lorsque le sol devient trop chaud. Il hiberne durant l'hiver pour ne ressortir qu'au printemps.
Il possède une technique de défense assez particulière : il peut modifier sa pression sanguine afin de faire éclater de petits vaisseaux sanguins autour des yeux, projetant ainsi un jet de sang vers ses prédateurs, ce jet pouvant atteindre ou dépasser un mètre : il s'agit d'un cas d'autohémorrhée.

## Publication originale
- Gray, 1845 : Catalogue of the specimens of lizards in the collection of the British Museum, p. 1-289 (texte intégral).